# Deportivo Toluca FC
Deportivo Toluca Fútbol Club (wym. [depoɾˈtiβo toˈluka ˈfuðβol ˈkluβ]) – meksykański klub piłkarski z siedzibą w mieście Toluca, stolicy stanu Meksyk. Występuje w rozgrywkach Liga MX. Domowe mecze rozgrywa na obiekcie Estadio Nemesio Díez.

## Osiągnięcia

### Krajowe
- Liga MX

| zwycięstwo (11):    | 1967, 1968, 1975, 1998 (V), 1999 (V), 2000 (V), 2002 (A), 2005 (A), 2008 (A), 2010 (B), 2025 (C) |
| drugie miejsce (8): | 1957, 1958, 1971, 2000 (I), 2006 (A), 2012 (A), 2018 (C), 2022 (A)                               |

- Copa MX

| zwycięstwo (2):     | 1956, 1989     |
| drugie miejsce (2): | 1961, 2018 (C) |

- Campeón de Campeones

| zwycięstwo (5):     | 1967, 1968, 2003, 2006, 2025 |
| drugie miejsce (3): | 1956, 1975, 1989             |

### Międzynarodowe
- Puchar Mistrzów CONCACAF

| zwycięstwo (2):     | 1968, 2003       |
| drugie miejsce (3): | 1998, 2006, 2014 |

- Copa Interamericana

| zwycięstwo (0):     | –    |
| drugie miejsce (1): | 1968 |

## Historia
W marcu 1917 roku bracia Román i Gerardo Ferrat wraz z Filiberto Navasem utworzyli klub Deportivo Toluca Fútbol Club. W roku 1950 klub dołączył do niedawno utworzonej drugiej ligi meksykańskiej (Segunda División de México), a w roku 1953 awansował do pierwszej ligi (Primera División de México).
Klub z Toluki pod wodzą trenera Ignacio Trellesa dwa razy z rzędu (w roku 1966 i 1967) zdobył mistrzostwo Meksyku. W 1975 roku trener Ricardo de León, choć krytykowany za ultradefensywny styl gry prezentowany przez jego drużynę, doprowadził klub do trzeciego tytułu mistrza. W decydującym meczu Deportivo Toluca pokonał León 1:0 dzięki bramce Ekwadorczyka Ítalo Estupiñana.
W roku 1997, zaraz po tym jak klub dotarł do finału ligi meksykańskiej, w którym zmierzyć się miał z nieistniejącym już klubem Toros Neza, pieczę nad zespołem objął trener Enrique Meza. Zmienił on grę zespołu na bardzo ofensywną. Taka gra drużyny bardzo odpowiadała paragwajskiemu piłkarzowi klubu José Cardozo, który czterokrotnie został królem strzelców meksykańskiej ligi.
Swoje pierwsze od 20 lat mistrzostwo Deportivo Toluca zdobyła w roku 1998. Łącznie pod wodzą trenera Enrique Mezy klub został mistrzem Meksyku trzy razy w ciągu trzech lat.
W roku 2002 podczas turnieju Apertura trenerem drużyny został Ricardo Lavolpe. Jednak jeszcze przed zakończeniem sezonu został on trenerem reprezentacji Meksyku. Deportivo Toluca mimo to nadal grała znakomicie, docierając do finału w którym pokonał klub Monarcas Morelia.
Kolejny tytuł mistrza Meksyku klub zdobył podczas turnieju Apertura w roku 2005, kiedy to w finale Deportivo Toluca pokonał CF Monterrey (zdobywając w obu meczach 6 bramek i tracąc dwa razy mniej).
W turnieju Apertura roku 2006 klub Deportivo Toluca także dotarł do finału, gdzie po remisie w pierwszym meczu (1:1) przegrał 1:2 na Estadio Nemesio Díez z Guadalajarą i musiał zadowolić się tytułem wicemistrza Meksyku.
Kolejne tytuły Toluca zdobyła jesienią 2008, po pokonaniu Cruz Azul i wiosną 2010, po pokonaniu Santosu Laguna. Autor obydwóch sukcesów, trener José Manuel de la Torre, objął w styczniu 2011 reprezentację Meksyku.

## Aktualny skład
Stan na 5 maja 2025.
| Nr | Poz. | Piłkarz               |
| -- | ---- | --------------------- |
| 2  | OB   | Diego Barbosa         |
| 3  | OB   | Antonio Briseño       |
| 4  | OB   | Bruno Méndez          |
| 5  | PO   | Franco Romero         |
| 6  | OB   | Federico Pereira      |
| 7  | NA   | Juan Pablo Domínguez  |
| 9  | NA   | Alexis Vega (kapitan) |
| 10 | NA   | Jesús Angulo          |
| 11 | NA   | Helinho               |
| 12 | NA   | Isaías Violante       |
| 13 | OB   | Luan                  |
| 14 | PO   | Marcel Ruiz           |

| Nr | Poz. | Piłkarz           |
| -- | ---- | ----------------- |
| 16 | PO   | Héctor Herrera    |
| 17 | OB   | Brian García      |
| 18 | BR   | Pau López         |
| 19 | NA   | Édgar Iván López  |
| 20 | OB   | Jesús Gallardo    |
| 22 | BR   | Luis García       |
| 25 | OB   | Everardo López    |
| 26 | NA   | Paulinho          |
| 27 | OB   | Emiliano Freyfeld |
| 28 | OB   | Nico Carrera      |
| 31 | NA   | Robert Morales    |
| 35 | NA   | Alek Álvarez      |